# François-Antoine Jecker
Pour les articles homonymes, voir Jecker.
François-Antoine Jecker, né le 14 novembre 1765 à Hirtzfelden et mort le 30 septembre 1834 à Montgeron, est un fabricant d’instruments de précision français.

## Biographie
Fils d’un cultivateur, Jecker a manifesté, encore enfant et dès son début dans la petite école de son village, de grandes dispositions pour les arts mécaniques, étudiant les quelques livres de science qu’il avait pu se procurer, et s’exerçant à imaginer des machines et à les exécuter. Refusant d’embrasser le métier de son père, et désireux de quitter son village, pour aller s’instruire dans une grande ville, il a obtenu, non sans peine, la permission, à l’âge de dix-neuf ans, de se rendre à Besançon, où étaient établis deux de ses oncles musiciens.
Ayant réussi à se placer apprenti chez un mécanicien, il y a acquis les premières notions de sa future profession. Au bout d’un an, en sachant plus que son maitre et ayant épuisé les ressources scientifiques de Besançon, il s’est embarqué, en 1786, pour l’Angleterre, alors supérieure à la France pour toutes les branches de la mécanique. À Londres, il est allé se présenter chez Jesse Ramsden, alors le premier des constructeurs d’instruments de précision de Grande-Bretagne et à l’apogée de son talent et de sa renommée. Après avoir reconnu son intelligence, celui-ci est devenu son professeur et ami. Jecker a ainsi passé six années à travailler sans relâche, en approfondissant ses connaissances, s’initiant à toutes les découvertes récentes et se liant avec plusieurs mécaniciens distingués.
De retour en France, en 1792, il a été bien reçu par Coulomb, Lagrange, Monge, Carnot, Darcet. Sous leurs auspices, il a présenté au Bureau de consultation des Arts et Métiers, une machine propre à diviser les lignes droites en parties égales et le dessin d’une autre machine pour tailler la vis de toutes sortes de pas avec une très grande régularité. Une récompense de trois mille francs lui a été accordée par le Bureau.
Encouragé par ce premier succès, il a entrepris de s’adonner exclusivement à la fabrication d’instruments de mathématiques et fonder une manufacture sur le modèle de celle de son ancien maitre anglais. La réquisition l’ayant enlevé à ses travaux et forcé d’ajourner ses projets, il s’est fait remarquer aux armées par son courage et ses talents. Ses connaissances théoriques et pratiques lui ont rapidement valu le grade de capitaine du génie.
Une fois démobilisé, il est retourné à Paris reprendre ses travaux, organisant sur une vaste échelle, dans un des quartiers populeux de la capitale, une fabrique d’instruments d’astronomie, de géodésie et d’optique, enseignant à une classe nombreuse d’ouvriers l’art tout nouveau, alors en France, de fabriquer des instruments de précision.
À la chute des assignats et à la réapparition des espèces métalliques, le plus souvent rognées et altérées, il a inventé un nouveau « pèse-monnaies », d’une exactitude si rigoureuse que son usage permettait facilement de constater les plus légères altérations. En peu de temps, plus de 80 000 de ces instruments, dont l’Angleterre avait jusqu’alors conservé la fabrication exclusive, se sont vendus.
En 1801, il a obtenu une médaille d’honneur à l’exposition des produits de l'industrie française. À l’exposition suivante, en 1806, il a reçu une nouvelle médaille de première classe, en argent. En quelques années, sa maison est devenue célèbre en France et à l’étranger. Il approvisionnait la flotte d’instruments nautiques.
Le 3 aout 1812, l’Institut impérial de France a sanctionné d’une manière solennelle la renommée qu’il s’était acquise comme opticien et comme ingénieur. Il avait soumis au jugement de l’Institut une machine pour diviser le cercle et ses parties, inventée par Ramsden, mais remarquablement perfectionnée par lui ; une machine entièrement nouvelle pour tailler la vis ; un instrument également nouveau pour tailler les verres plans à faces parallèles, et plusieurs autres ouvrages de mérite.
En 1819, il a reçu pour la quatrième fois une médaille et été breveté de confirmation à toutes les expositions suivantes : en 1823, 1827 et 1834. De nouveaux baromètres et de beaux instruments de géodésie lui ont valu les félicitations de tous les connaisseurs. Déployant, en dépit de l’âge, encore toute l’activité et l’ardeur de sa jeunesse, il a été soudainement enlevé par une congestion cérébrale. Ses obsèques ont eu lieu le lendemain au cimetière du Père-Lachaise (division 6), où sa veuve Antoinette, née Bousod, domiciliée 48, rue de Bondy à Paris, l’a fait inhumer dans la concession perpétuelle no 428, 6e section,.